# Kolekce v jazyce Java
Mezi kolekce v jazyce Java patří hlavně seznamy a množiny. Hlavním rozdílem mezi seznamem a množinou je, že když vložíme prvek do množiny dvakrát, v množině bude stále jen jeden, zatímco do seznamu se prvek vloží jeden za druhý. Množina se chová jako standardní matematická množina, množiny jsou si rovny právě tehdy, mají-li stejné všechny prvky.

## Seznam

### Deklarace
```
List
<
Object
>
 
jmenoPromenne
 
=
 
new
 
ArrayList
<
Object
>
();

```

### Základní metody
Základní metody pro práci se seznamem jsou především:
- add
- remove
- contains
- iterator

### Ukázka
```
cars
.
add
(
new
 
Car
(
"3G6 9909"
));

for
 
(
Iterator
<
Car
>
 
i
 
=
 
cars
.
iterator
();
 
i
.
hasNext
();)
 
{

    
Car
 
car
 
=
 
i
.
next
();

    
if
 
(
car
.
getLabel
().
contains
(
"3G6 9909"
))
 
{

        
i
.
remove
();

    
}

}

```

## Množina

### Deklarace
```
Set
<
Object
>
 
jmenoPromenne
 
=
 
new
 
HashSet
<
Object
>
();

```

Může používat stejné metody jako seznam, obě jsou kolekcí.

## Neměnitelná hodnota kolekce
Pro příklad množiny:
```
public
 
Collection
<
Object
>
 
getSomething
()
 
{

    
Collections
.
unmodifiableSet
(
promennaTypuMnozina
);

}

```